# Frankfort (Ohio)
Frankfort es una villa ubicada en el condado de Ross en el estado estadounidense de Ohio. En el Censo de 2010 tenía una población de 1064 habitantes y una densidad poblacional de 728,39 personas por km².

## Geografía
Frankfort se encuentra ubicada en las coordenadas 39°24′12″N 83°10′41″O / 39.40333, -83.17806. Según la Oficina del Censo de los Estados Unidos, Frankfort tiene una superficie total de 1.46 km², de la cual 1.46 km² corresponden a tierra firme y (0%) 0 km² es agua.

## Demografía
Según el censo de 2010, había 1064 personas residiendo en Frankfort. La densidad de población era de 728,39 hab./km². De los 1064 habitantes, Frankfort estaba compuesto por el 92.58% blancos, el 3.85% eran afroamericanos, el 0.66% eran amerindios, el 0.38% eran asiáticos, el 0% eran isleños del Pacífico, el 0.09% eran de otras razas y el 2.44% pertenecían a dos o más razas. Del total de la población el 0.19% eran hispanos o latinos de cualquier raza.